# 骆歆
骆歆（1993年10月5日—），原名骆雨婷，成都市人，英雄联盟职业联赛主持人。骆歆早年担任过成都电视台中英双语主持人以及“中国梦女郎”超级选拔赛四川赛区指定主持人。《全职高手》小骆扮演者。2016年6月担任英雄联盟职业联赛官方主持人。斗鱼TV签约主播。入选2019年度福布斯中国30岁以下精英榜。

## 主持经历
2016年5月26日至2016年8月7日，担任2016年英雄联盟职业联赛夏季赛主持人。 
2016年6月29日至7月3日，担任英雄联盟德玛西亚杯苏州站主持人。
2016年11月25日，骆歆与肖玉城共同担任《捕鱼来了花式水下首秀》活动主持人。
2016年12月3日，担任TGC2016试玩爆料直播节目“搜乐FM”第三期主持人。 
2017年1月19日至2017年4月29日，担任2017年英雄联盟职业联赛春季赛主持人。 
2017年6月，骆歆与解说娃娃共同担任《英雄联盟四级考试》第三季主持人。 

## 演出作品
| 年份   | 作品名称         | 详情                                              |
| ------ | ---------------- | ------------------------------------------------- |
| 未上映 | 室友要相亲相爱啊 | 骆歆饰谭乐琪                                      |
| 2019年 | 全职高手         | 与江疏影、杨洋等人出演全职高手 骆歆饰演主持人小骆 |
| 2019年 | 四大才子         | 骆歆饰春香                                        |

## 音乐作品
| 年份 | 作品名称 | 语言 | 详情                                 |
| ---- | -------- | ---- | ------------------------------------ |
| 2018 | 好梦环游 | 国语 | 骆歆首张单曲                         |
| 2019 | C位姐妹  | 国语 | 骆歆与周淑怡、叶知秋、小苏菲合唱作品 |